# Generic array logic
Generic Array Logic (được biết đến như là GAL) thiết bị là một sự đổi mới của PAL và được phát minh bởi Lattice Semiconductor. GAL là một cải tiến trên nền tảng PAL bởi vì một trong những thiết bị đã có thể đưa ra nhiều thiết bị PAL hoặc thậm chí có thể có chức năng không được phạm vi bản gốc. Lợi ích của nó chính, tuy nhiên, là nó đã được xóa bỏ và tái lập trình được thực hiện thử nghiệm và thay đổi thiết kế dễ dàng hơn cho các kỹ sư.